# Sycorax (Shakespeare)
Sycorax is een personage dat genoemd maar niet getoond wordt in het theaterstuk The Tempest van William Shakespeare.
Prospero noemt haar een boosaardige heks uit Algerije, die verbannen was naar het eiland, na de beschuldiging van het praktiseren van magie. 
Matrozen hebben haar op het eiland achtergelaten terwijl ze zwanger was van haar zoon Caliban. Tijdens haar verblijf op het eiland onderwierp ze geesten aan de slavernij om haar zaakjes op te knappen. De baas van de geesten was Ariel, die ze uiteindelijk gevangenzetten in een naaldboom vanwege ongehoorzaamheid. Sycorax leerde haar zoon Caliban de god Setebos aanbidden, maar stierf voor de aankomst van Prospero en zijn dochter Miranda.

## Weetje
Sycorax is ook een maan van de planeet Uranus zie Sycorax (maan)